# Jacob Henriksson (Hästesko)
Jacob Henriksson Hästesko, eller Hindersson som det står i vissa källor, död i juli 1567, var en svensk militär (krigsöverste) och riksråd, erhöll sköldebrev 1561. Jakob Henriksson kallas Hästesko efter sin vapensköld, använde dock aldrig namnet själv. Hans födelseår är okänt.
Han var herre till Sjundby i Sjundeå och Gerknäs i Lojo, båda i Finland, och tillträdde sina första statliga förvaltningsposter i början av 1550-talet. Han gjorde sedan karriär som ämbetsman i Finland. Han var 1551-52 häradshövding i Hollola härad, 1558-61 i östra Raseborgs härad samt 1562-67 i Sääksmäki härad. 1559-65 var han befallningsman på Viborgs slott och därunder 1563 och 1564 tidtals gubernator i Finland.
Inte förrän 1565 utnämndes han till krigsöverste och riksråd. Samma år fick han för första gången befälet över hela svenska armén. Han sändes av kung Erik XIV med en här för att undsätta det av danskarna belägrade Varberg samt avskära belägringshären återtåget. Den danske befälhavaren, Daniel Rantzau, upphävde belägringen och drog sig tillbaka, men stötte 20 oktober samma år på Hästeskos här vid Axtorna by i Köinge socken, vilket ledde till det stora slaget vid Axtorna. Även om Hästeskos trupper var överlägsna till antalet, led han dock till följd av ett kraftigt danskt rytterianfall ett grundligt nederlag.
I januari 1566 företog han ett härjningståg genom Skåne, och i september samma år gjorde han tillsammans med Charles de Mornay ett försök att fördriva Rantzau ur dennes befästa läger på Gullbergs ängar, men föll vid en rekognosering i dansk fångenskap.